# Henri Conneau
Pour les articles homonymes, voir Conneau.

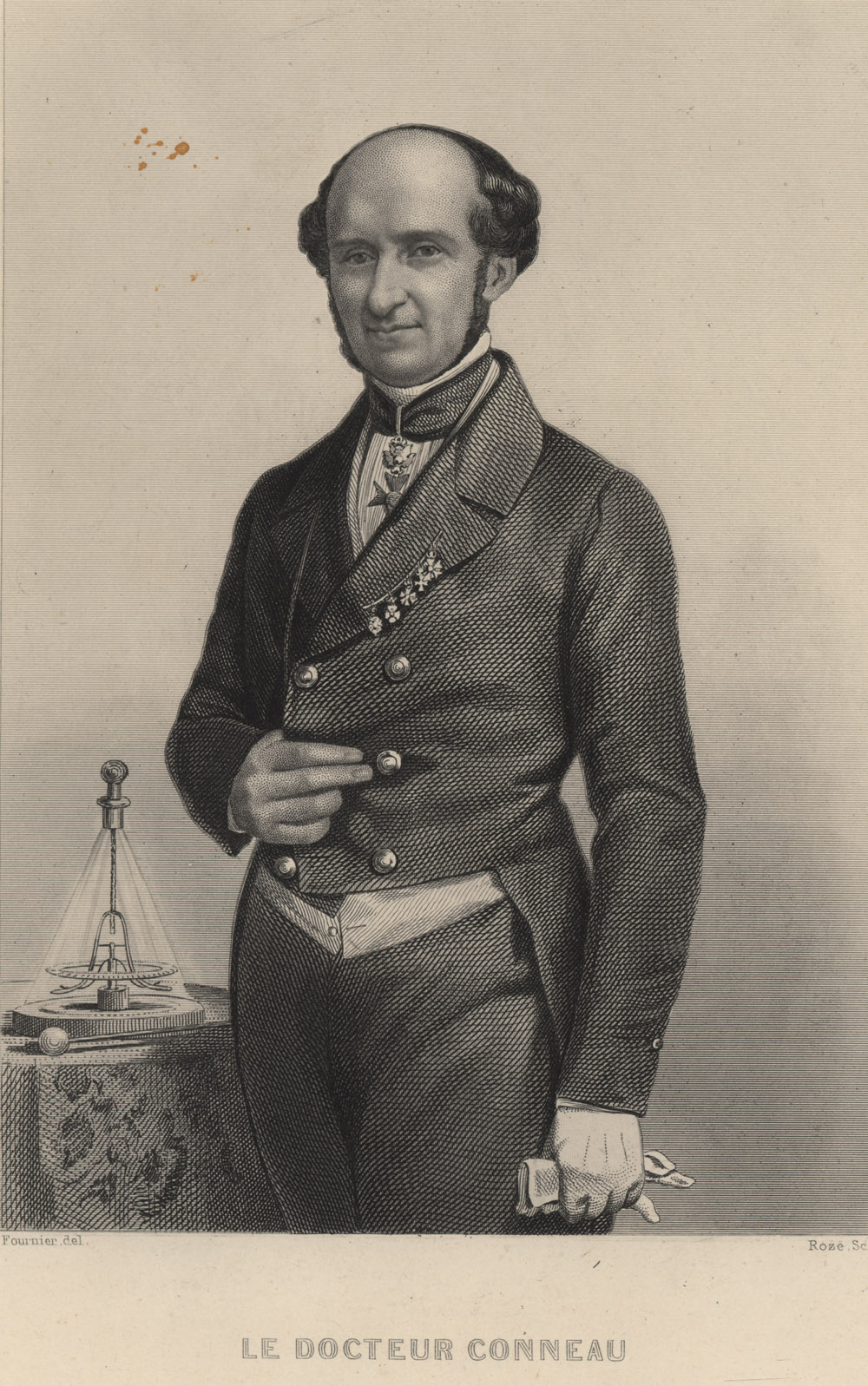
Le docteur Conneau, gravure de Fournier, impression de Roze.

Enrico, François, Alexandre Conneau, dit Henri Conneau, né à Milan le 4 juin 1803 et mort à La Porta le 16 août 1877, est un médecin, chirurgien et homme politique français, proche de Napoléon III.

## Biographie

### Jeunesse, études de médecine et secrétaire particulier de Louis Bonaparte à Florence

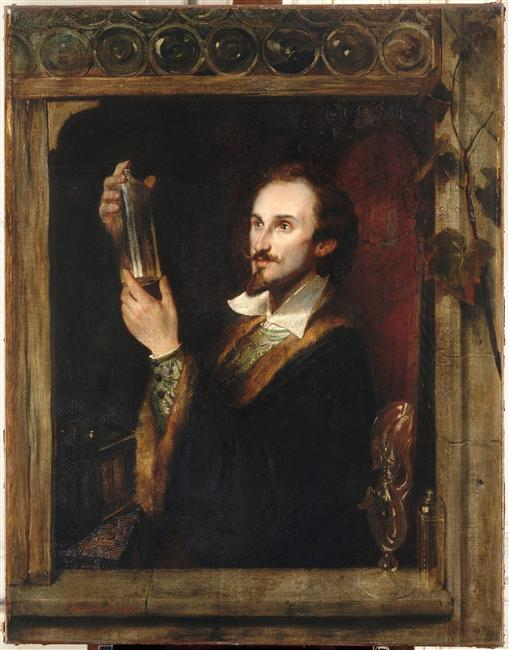
Le docteur Conneau en docteur Faust, Félix Cottrau (1799-1852), 1856, château de Compiègne.

Son père Alexandre, Jean-Louis Conneau (1772-1835), né à Servian à côté de Béziers dans l'Hérault, est receveur de la couronne du royaume d'Étrurie à Arezzo, où il passe toute son enfance. Sa mère, Thérèse Raucher (1774-1859) est née à Nice (Alpes Maritimes).
Henri Conneau fait ses études de médecine à Florence en Italie de 1820 à 1827 et obtient le diplôme de docteur en chirurgie. Au cours de son cursus, Henri Conneau est un temps le secrétaire de Louis Bonaparte, ex-roi de Hollande et frère de Napoléon Ier.
Le docteur Henri Conneau, une fois diplômé, s'installe à Rome en 1828 pour exercer son métier, où il prit part, après 1830, aux révolutions italiennes. Il y rencontre les deux fils de Louis Bonaparte, le prince Napoléon-Louis et Louis-Napoléon, qui participent à l'insurrection. Les volontaires de l'insurrection - qui dure deux mois - défaits, en 1831, par l'armée autrichienne, cherchent maintenant à quitter l'Italie en toute hâte pour sauver leur tête. Les trois jeunes gens Napoléon-Louis, Louis-Napoléon et Henri marchent en tête des fugitifs. Le prince Napoléon-Louis, l'aîné, meurt de la rougeole à Forlì. Le futur Napoléon III faillit lui-même mourir à Ancône.
Il est le frère de Théophile Conneau (1804-1860), dit Théodore Canot, marin, écrivain, aventurier et négociant, qui laisse un ouvrage célèbre et très documenté sur la traite des noirs au XIXe siècle.

### Château d'Arenenberg
Par la suite, Henri Conneau devient l'hôte privilégié et le médecin particulier de la reine Hortense, l'épouse de Louis, et de la famille Bonaparte, en Suisse, au château d'Arenenberg. Il accompagnera la reine dans ses derniers instants.

### Fort de Ham
Il participe à la tentative de soulèvement de Louis-Napoléon à Boulogne-sur-Mer en 1840 et est emprisonné au fort de Ham avec Bonaparte pendant cinq ans. Le 26 mai 1846, le docteur Henri Conneau prend une grande part à l'évasion du prince Louis-Napoléon. Il met un mannequin dans sa chambre et prétend que Louis Napoléon était malade. Il répand une odeur pestilentielle pour maintenir les gardes hors de la cellule jusqu'à 18h. Arrêté, il est acquitté.

### Le prince-président – palais de l'Elysée
Après l'élection de Louis-Napoléon Bonaparte à la présidence de la République après la révolution de 1848, Conneau devient son médecin attitré et est naturalisé français. Il sera nommé médecin personnel du prince-président et chirurgien municipal de l'état-major de la garde nationale de Paris. Le 2 février 1849, il reçoit la Légion d'honneur.

### Napoléon III – palais des Tuileries
Les titres du docteur Henri Conneau de premier médecin de la maison impériale et de médecin personnel de Napoléon III lui confèrent un rang fort enviable dans la maison civile de l'empereur qu'il accompagne dans tous ses déplacements et dans toutes les résidences impériales.

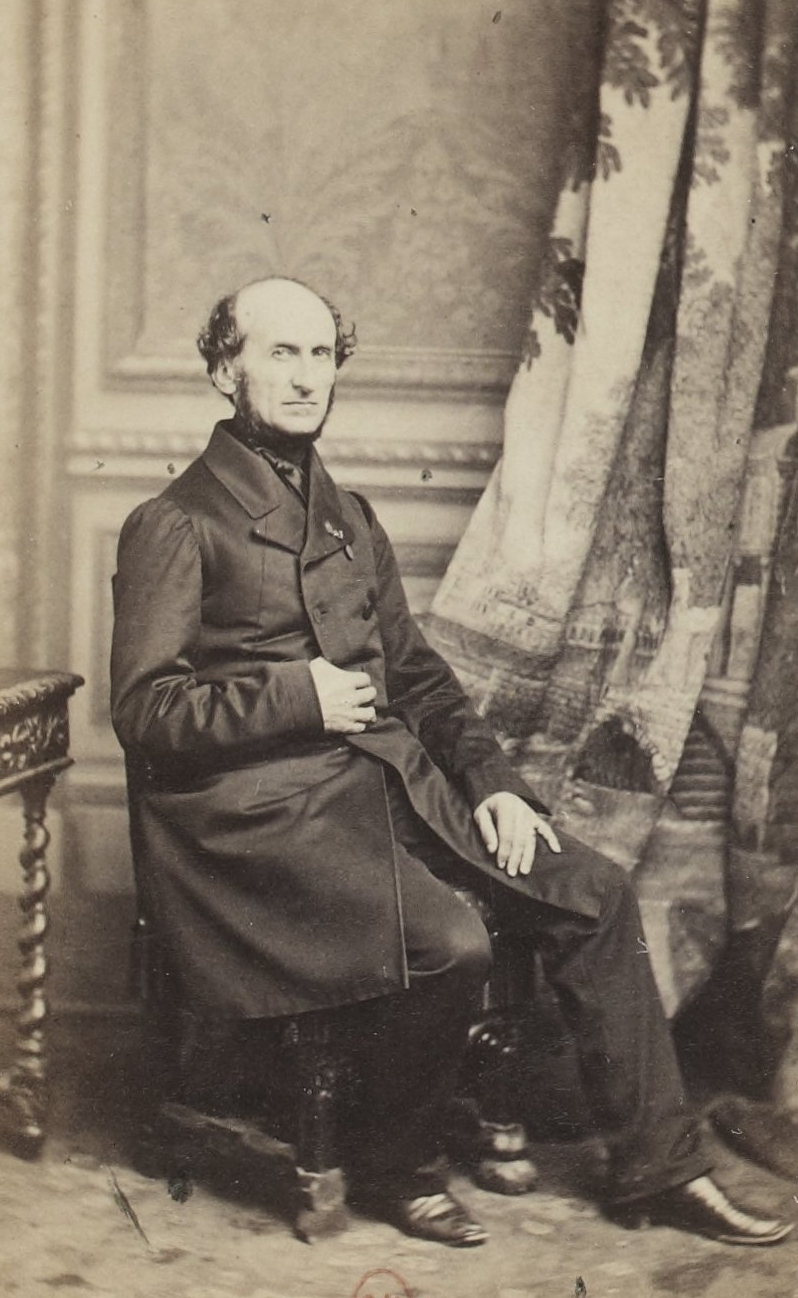
Docteur Conneau, sénateur, Léopold Ernest Mayer (1822-1895) et Pierre-Louis Pierson (1822-1913), Musée d'Orsay, Paris.

Le docteur Henri Conneau est élu membre du corps législatif, en 1852, il est élu député de la Somme et le reste jusqu'à sa nomination au Sénat le 18 novembre 1867. Il est promu officier de la Légion d'honneur en 1853, date de son mariage tardif avec Juliette Pasqualini, une jeune fille, enfant d'un de ses amis de Haute-Corse et petite nièce du comte Horace François Bastien Sébastiani (1772-1851), maréchal de France et ministre de la marine, du 11 août au 16 novembre 1830, et des Affaires étrangères du 17 novembre 1830 au 11 octobre 1832 - . Au château de Compiègne, l'assistance avait remarqué que cette madame Henri Conneau, qui était musicienne et chantait à ravir, parlait franc presque autant que son mari à l'empereur. De cette union naissent deux enfants : Louis Conneau et Henriette Conneau. Dans la nuit du 15 au 16 mars 1856, l'impératrice Eugénie, après un accouchement difficile, donne naissance au prince impérial. Le docteur Conneau se hâte d'aller l'annoncer en plein congrès de Paris — qui rétablit la paix après la guerre de Crimée — l'heureuse nouvelle à Napoléon III. En 1858, il est le protecteur de la de l'Association Générale des Médecins de France.
Le docteur Henri Conneau est commandeur de la Légion d'honneur[Quand ?] et, quelques années plus tard, le 7 août 1867, il est élevé à la dignité de grand-officier de la Légion d'honneur. Le docteur Henri Conneau devient médecin et chirurgien associé libre de l'Académie de médecine et directeur des dons et secours de l'empereur ; il accède, ensuite, à la fonction élective de conseiller général de la Porta d'Ampugnani, en Haute-Corse.

### Donation d'un hôtel particulier par l'empereur Napoléon III
Sachant que son médecin personnel n'a ni bien ni fortune, Napoléon III offre, tout naturellement, au docteur Henri Conneau, un hôtel particulier avec jardin. Ce bâtiment haussmannien de trois étages est transformé, de nos jours, en hôtel de luxe visible au no 6 de la rue Pierre Demours dans le XVIIe à deux pas de la place de l'Étoile à Paris.

### Unité italienne
Henri Conneau est chargé par l'empereur Napoléon III d'une mission secrète auprès de Cavour. Les excellentes relations entretenues depuis l'insurrection de la Romagne jusqu'alors avec le comte Francesco Arese Lucini permettent à Henri Conneau de concrétiser l'entrevue fatidique de Plombières, en juillet 1858 et de jouer un rôle déterminant dans la préparation de la rencontre secrète de Napoléon III et du comte Cavour.

### La défaite et la chute de l'empire
Après la bataille de Sedan et la chute de l'Empire le 4 septembre 1870, Conneau accompagne Napoléon III en captivité à Wilhelmshöhe, puis en exil à Chislehurst en Angleterre où l'ex-empereur meurt le 9 janvier 1873. La dernière parole qu'il prononce est à l'adresse d'Henri Conneau : « Conneau, étais-tu à Sedan ? ».

### La fin du docteur Conneau
Henri Conneau rentre en France après la mort de l'empereur en 1873. Il est reconduit, jusqu'à la fin, dans son mandat de conseiller général de la Porta d'Ampugnani en Corse, ville qu'il affectionne particulièrement et où il décède, en août 1877. Il est le père du général de division Louis Conneau.

## Liste des titres et décorations

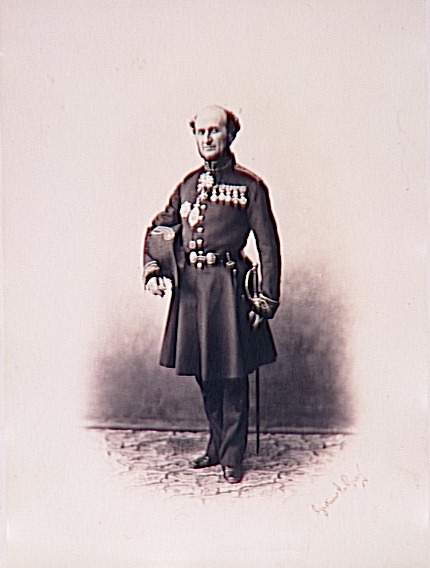
Portrait du Docteur Conneau, Gustave Le Gray (1820–1884), Château de Compiègne.

Le docteur Henri Conneau a de multiples titres officiels ; il est grand officier de la Légion d'honneur, titulaire de nombreuses décorations françaises et étrangères, à savoir :

### Titres officiels
- Médecin et chirurgien associé libre de l'Académie de médecine,
- Médecin personnel et premier médecin de l'empereur Napoléon III,
- Chef du service sanitaire de leurs majestés impériales,
- Directeur des dons et secours de l'empereur,
- Chirurgien municipal de l'état-major de la garde national de Paris,
- Membre du conseil de la maison impériale,
- Membre de l'Académie statistique de Milan,
- Membre de l'Académie de médecine de Ferrare,
- Patricien héréditaire de la république de Saint-Marin,
- Député de la Somme de 1852 à 1867,
- Sénateur du Second Empire de 1867 à 1870,
- Conseiller général du département de la Corse, membre du conseil de La Porta.

### Décorations françaises
- Grand officier de la Légion d'honneur (7 août 1867)[5],
- Officier de l'ordre des Palmes académiques

### Décorations étrangères
- Grand-croix de l'ordre des Saints-Maurice-et-Lazare (Italie),
- Grand officier de l'ordre du Médjidié[6] (Empire ottoman),
- Grand officier de l'ordre de Vasa[6] (Suède),
- Grand officier de l'ordre de la Couronne de chêne[6],
- Commandeur de l'ordre de l'Aigle noir, de Prusse - Auteur de la liste qui est conforme aux décorations conservées d'Henri Conneau.
- Grand-croix de l'ordre de Sainte-Anne de Russie[6],
- Commandeur de l'ordre de Saint-Grégoire-le-Grand[6],
- Commandeur de l'ordre de Frédéric de Wurtemberg,
- Commandeur de l'ordre du Mésoigne,
- Officier de l'ordre de Léopold de Belgique,
- Chevalier de l'ordre de Saint-Joseph de Toscane,
- Chevalier de l'ordre impérial de Léopold d'Autriche,
- Chevalier de l'ordre royal de François Ier de Naples,
- Médaille de la guerre d'Italie, campagne de 1859.

## Chapelle funéraire de la maison Sebastiani-Conneau
À la Porta d'Ampugnani, en Haute-Corse, le bâtiment est l'une des grandes demeures de notables construites par étapes du XVIIIe au XIXe siècle, selon les besoins de la famille. La chapelle funéraire est classée au Monument historique pour ses décors intérieurs peints du XIXe siècle. Henri Conneau, médecin personnel de Napoléon III, a rehaussé en 1853 la casone d'un étage de réception lors de son mariage.

## Sources
- Ressources relatives à la vie publique :   - base Léonore
  - Sénat
  - Base Sycomore
- Ressource relative à la recherche :   - Bibliothèque interuniversitaire de santé
- Ressource relative à la santé :   - Bibliothèque interuniversitaire de santé
- Notices dans des dictionnaires ou encyclopédies généralistes :   - Deutsche Biographie
  - Enciclopedia italiana
  - Treccani
- Notices d'autorité :   - VIAF
  - ISNI
  - BnF (données)
  - IdRef
  - LCCN
  - GND
  - WorldCat
- Cahiers Paul-Louis Courier, Tome II - no 6 - octobre 1981, p. 28 et suiv., : « Un artisan de l'unité italienne : le docteur Henri Conneau »
- « Le docteur Conneau », in bulletin du Cercle d’études et de recherches sur le bonapartisme, 1999